# Madecorphnus pauliani
Madecorphnus pauliani är en skalbaggsart som beskrevs av Frolov 2010. Madecorphnus pauliani ingår i släktet Madecorphnus och familjen Orphnidae. Inga underarter finns listade i Catalogue of Life.